# Bootsmannsmaat
Bootsmannsmaat, kurz BtsmMaat/BMT (englisch Boatswain’s mate), war in den Seestreitkräften einiger Länder ein Dienstgrad, der gegenwärtig in der Deutschen Marine etwa dem Maat (hier allerdings OR-5) entsprechen würde. Dem Bootsmannsmaat entspricht in der Bundeswehr der Unteroffizier. Maat und Obermaat bilden bei der Deutschen Marine die Dienstgradgruppe der Unteroffiziere ohne Portepee.

## Deutschland
Neben der k. k. Kriegsmarine und der Kaiserlich Russischen Marine führte die deutsche Kaiserliche Marine den Bootsmannsmaat (in Verbindung mit Dienstgrad Maat und der allgemeinen Laufbahn – Teileinheitsführer) als niedrigsten Dienstgrad der Dienstgradgruppe der Portepeeunteroffiziere ein. In der Reichsmarine und der Kriegsmarine wurde der Rang dann bis 1945 beibehalten. Der Bootsmannsmaat war dem Unteroffizier (OR-5) in Heer und Luftwaffe vergleichbar.
Je nach Laufbahn oder Verwendung waren Rangordnung und Rangbezeichnung wie folgt festgelegt.
- für Maate – Bootsmannsmaat, Feuerwerksmaat, Maschinistenmaat oder Steuermannsmaat
- für Obermaate – Oberbootsmannsmaat, Oberfeuerwerksmaat, Obermaschinistenmaat oder Obersteuermannsmaat

| Dienstgrad                            |                        |                 |
| niedriger: Matrosenoberstabsgefreiter | Maat (Gefreiter, H/Lw) | höher: Obermaat |

Siehe auch:
- Dienstgrade Bootsleute Kriegsmarine

## Österreich-Ungarn

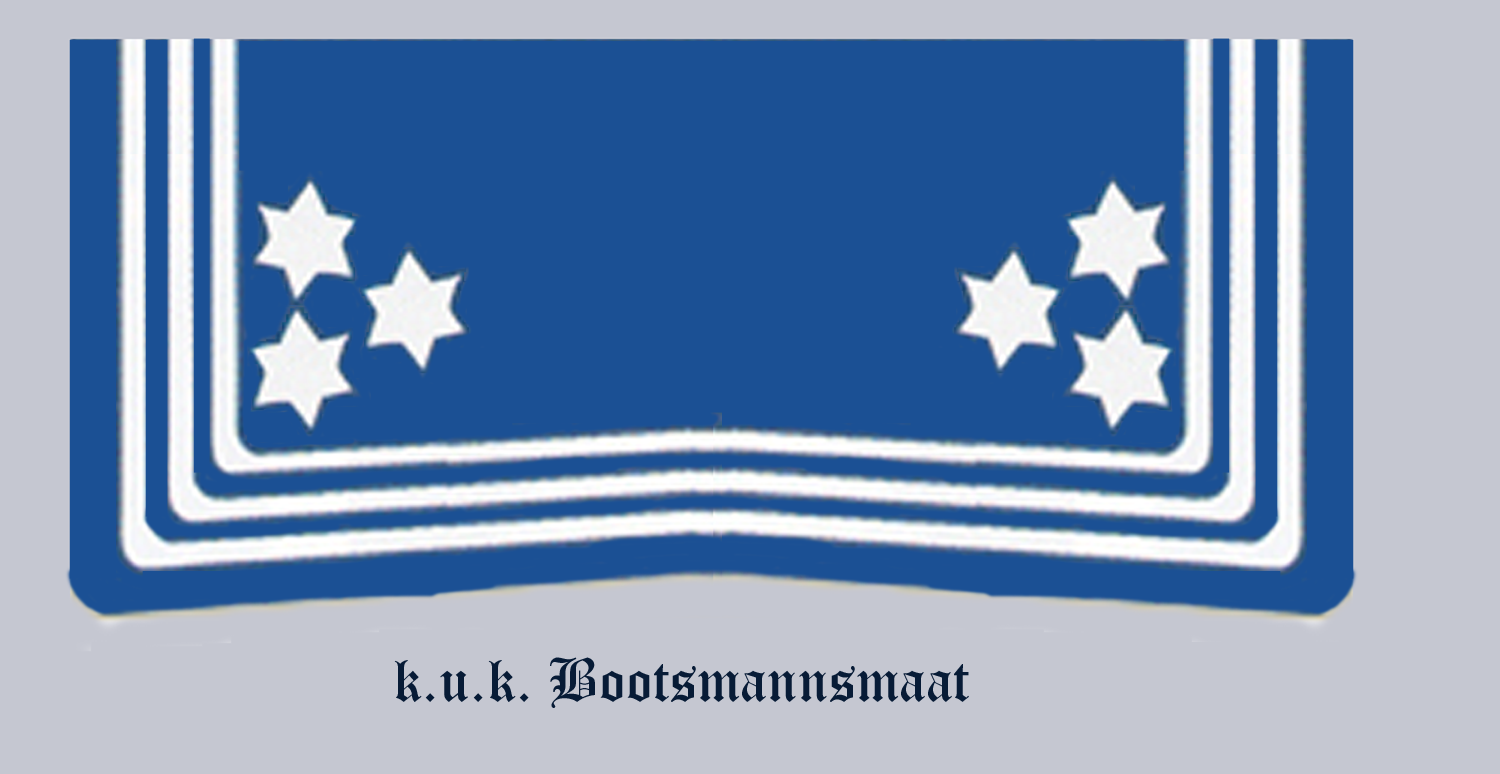
K.u.k. BtsmMaat, Kragenadjustierung, Kieler Anzug

Bootsmannsmaat war der Dienstgrad der gemeinsamen Kaiserlichen und Königlichen Kriegsmarine Österreich-Ungarns (1786 bis 1918), der dem Korporal im gemeinsamen k.u.k. Heer vergleichbar war. Die Rangfolge lautete.
- Rudergast
- Bootsmannsmaat

## Russisches Kaiserreich

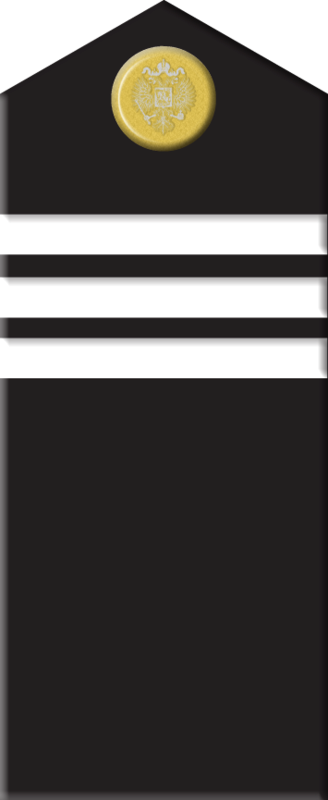
Schulterstück BtsmMaat KRM bis 1917

In Anlehnung an die Namensgebung in deutschsprachigen Seestreitkräften gab es in der Kaiserlich Russischen Marine den Bootsmannsmaat (Originalbezeichnung russisch Боцманмат Bozmanmat), der dort dem Unterfeldwebel (ru: «Старший унтерофицер».) vergleichbar gewesen ist.
Die Rangfolge lautete:
- Quartiermeister
- Bootsmannsmaat
- Bootsmann
- Gardemarin